# مردم هند
مردم هند (به هندی: भारतीय) عموماً به مردمی که در کشور هند زندگی می‌کنند گفته می‌شود. این مردم قسمت بیشتر آسیای جنوبی را تشکیل می‌دهند. مردم هند ۱۷٫۳۱٪ جمعیت جهان را تشکیل می‌دهند. کشور هند از ملیت‌ها، قومیت‌ها و ادیان بسیار زیادی تشکیل شده‌است. در آمریکا ۳٬۱۸۲٬۰۵۳ و در میانمار ۳٬۱۰۰٬۰۰۰ هندی زندگی می‌کند. کریستف کلمب وقتی برای نخستین بار بومی‌های آمریکا را دید تصور کرد آن‌ها هندی هستند و سرزمین جدید هند است. بنا بر آمار ۲۰۱۱ تعداد ۱٬۲۵۰٬۰۰۰٬۰۰۰ هندی در جهان وجود دارد.
هند دومین کشور پرجمعیت دنیا است و نزدیک به یک ششم جمعیت جهان را در خود جای داده‌است، تنوع نژادی، فرهنگی، زبانی و مذهبی به این کشور چشم‌اندازی شگرف از همزیستی مسالمت‌آمیز میان اعتقادات گوناگون بخشیده‌است.
نژاد مردم هند، شامل: ۷۲ ٪ هندوآریائی، ۲۵ ٪ دراویدی و ۳ ٪ نژاد زرد است که این نژادها بر اساس شرایط مکانی، فرهنگی و دینی نیز دارای تقسیمات خاص خود هستند.
۶۱٪ مردم هند باسواد هستند که این آمار در مردان ۷۳٫۴٪ و در زنان ۴۷٫۸٪ می‌باشد.

## قومیت‌ها
- اعراب
- بنگال‌ها (بنگلادش)
- بنگال‌ها (هند (بنگال‌غربی و…))
- پاک‌ها (پاکستانی‌ها)
- پارسیان
- ارمنی‌ها
- پنجابی‌ها
- سندی‌ها
- تامیل‌ها
- کشمیری‌ها
- آنگلو-هندی‌ها
- تلوگوها
- کانارایی‌ها
- مراتی‌ها
- بوجپوری‌ها
- چین‌ها
- داردی‌ها
- ادی‌ها
- کومائونی‌ها
- شیدی‌ها
- سراییکی‌ها
- یهودیان
- سانتال‌ها
- بودوها
- گارهوال‌ها
- گوجرها
- سینهالی‌ها
- مردم روهینگیا
- مردم شینا
- مردم خاس
- مردم پاهاری
- مردم لوتشامپا
- مردم مالدیو
- چینی‌ها
- ژاپنی‌ها[۲۹]
- تای‌ها (تایلندی‌ها)
- کالاش
- برمه‌ای‌ها
- آمریکایی‌ها
- فیلیپینو
- اندونزیایی
- گجراتی‌ها
- نپالی‌ها
- راجستانی‌ها

## مشاهیر
از چپ به راست:کاراکا، چاناکیا، چاندراگوپتا مائوریا، آریابهاتا